# Campos dos Goytacazes (gemeente)
Campos dos Goytacazes is een stad en gemeente in de Braziliaanse staat Rio de Janeiro, die 286 km ten noorden van de gelijknamige stad Rio de Janeiro ligt. Het is met zijn 4031 km² de grootste gemeente van zijn staat. De stad werd gesticht in 1677 en het werd een stad in 1835.
De stad ligt aan de rivier de Paraíba do Sul.
De plaats is zetel van het rooms-katholieke bisdom Campos.

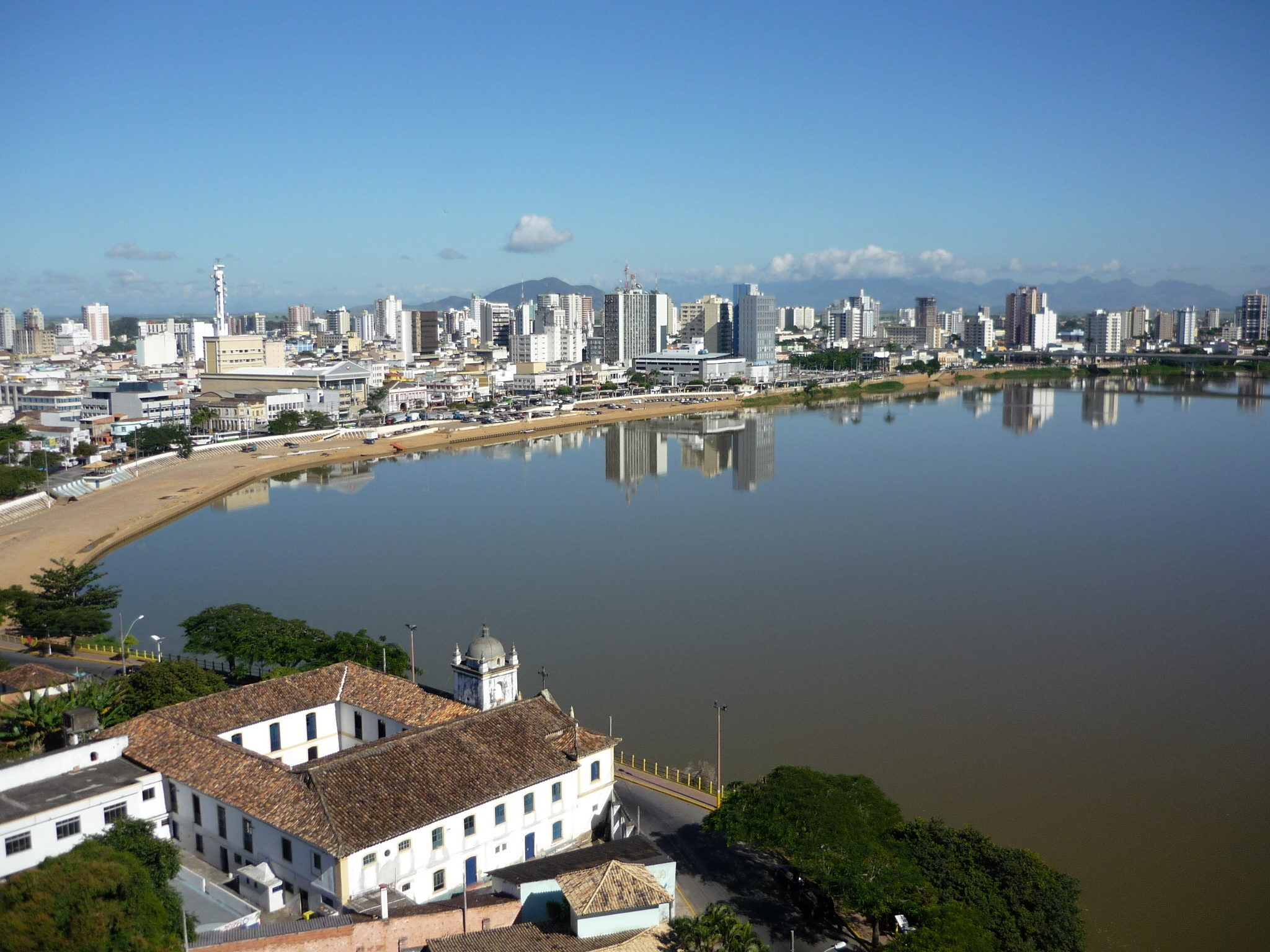
Campos dos Goytacazes

## Aangrenzende gemeenten
De gemeente grenst aan Bom Jesus do Itabapoana, Cardoso Moreira, Conceição de Macabu, Italva, Itaperuna, Quissamã, Santa Maria Madalena, São Fidélis, São Francisco de Itabapoana, São João da Barra en Mimoso do Sul (ES).

## Verkeer en vervoer
De plaats ligt aan de noord-zuidlopende weg BR-101 tussen Touros en São José do Norte. Daarnaast ligt ze aan de wegen BR-356, RJ-158, RJ-194, RJ-208 en RJ-216.

## Geboren
- Luís Filipe de Saldanha da Gama (1846-1895), militair
- Nilo Peçanha (1867-1924), president van Brazilië (1909-1910)
- Valdir Pereira, "Didi" (1928-2001), voetballer en trainer
- Paulo de Almeida, "Paulinho" (1933-2013), voetballer
- Amarildo Tavares da Silveira, "Amarildo" (1940), voetballer
- Acácio Cordeiro Barreto, "Acácio" (1959), voetballer
- Leonardo Lourenço Bastos, "Léo" (1975), voetballer
- Wederson Luiz da Silva Medeiros, "Wederson" (1981), voetballer
- Carlos Gilberto Nascimento Silva, "Gil" (1987), voetballer